# Reckange
Reckange (en luxemburguès: Recken; en alemany: Reckingen) és una vila de la comuna de Mersch situada al districte de Luxemburg del cantó de Mersch. Està a uns 16 km de distància de la ciutat de Luxemburg.